# Father of All Motherfuckers
Father of All Motherfuckers (znan i pod cenzuriranim nazivom Father of All...) trinaesti je studijski album američkog rock sastava Green Day. Album je objavljen 7. veljače 2020. godine, a objavila ga je diskografska kuća Reprise Records.

## Kompozicija
Prema pjevaču Billieju Joeu Armstrongu album je "Nova! soul, motown, glam i manična uzbuđenost. Pankeri, frikovi i osvetnici!" Također je izjavio da su tekstovi o "životu I smrti zabave" kao i o "životu u kojem te boli kurac."
S duljinom od samo 26 minuta i 12 sekundi najkraći je album Green Daya, čime je nadmašio debitantski album 39/Smooth, koji traje 31 minutu i 13 sekundi.

## Singlovi i promocija
Glavni singl s albuma, istoimena pjesma "Father of All...", objavljen je 10. rujna 2019. godine. Glazbeni spot za pjesmu objavljen je 19. rujna. "Fire, Ready, Aim" objavljena je 9. listopada kao tematska pjesma za National Hockey League i NBCSN-ov televizijski program Wednesday Night Hockey. NBCSN se također koristi pjesmom "Father of All..." dok prikazuje najbolje trenutke prijašnjih utakmica dvaju momčadi u vrijeme Wednesday Night Hockeyja.
Treći singl s albuma, "Oh Yeah!", objavljen je 16. siječnja 2020. godine s popratnim glazbenim spotom. Naziv i semplirani refren preuzeti su iz obrade pjesme "Do You Wanna Touch Me" koju izvodi Joan Jett, a koju izvorno izvodi Gary Glitter. Sastav je objavio kako će svu zaradu od singla donirati International Justice Missionu i Nacionalnoj mreži za žrtve silovanja, zlostavljanja i incesta.
Na isti dan kad je uradak objavljen na internetu objavljen je i glazbeni spot za pjesmu "Meet Me on the Roof", na kojoj je Gaten Matarazzo gostujući izvođač.
Radi promidžbe albuma skupina će u ožujku 2020. s grupama Fall Out Boy i Weezer krenuti na turneju Hella Mega Tour u ožujku 2020. godine.

## Recenzije
Father of All Motherfuckers dobio je uglavnom pozitivne kritike. Na stranici Metacritic, na kojoj ocjene od 0 do 100 daju kritičari popularne glazbe, album od 19 kritika ima prosječnu ocjenu 70 od 100, što ukazuje na "uglavnom pozitivne kritike". Časopis Kerrang! albumu je dao četiri zvjezdice od njih pet i izjavio: "Father of All Motherfuckers još je samo jedan znak sastava koji je uvijek sve radio na svoj način, odbijajući raditi ono što se od njega očekuje. I stvarno je prilično dobro od početka do kraja". Christopher Weingarten iz časopisa Entertainment Weekly albumu je dao ocjenu -3 (C-) i komentirao: "Na svom vrhuncu [Father of All] mogao je biti plesna zabava koju trebamo, ali ne i ona koju želimo." Pozitivnu kritiku dao je i časopis Q, u kojem piše: "Po vlastitoj prirodi Father of All... neznatan je kad ga usporedimo s remek-djelom iz 2009. godine, 21st Century Breakdownom, ali gotovo je nemoguće izaći iz njegove rapidne vatre koja traje skoro pola sata bez osmijeha na licu."

## Popis pjesama
| 1.    | »Father of All...«         | 2:31 |
| 2.    | »Fire, Ready, Aim«         | 1:52 |
| 3.    | »Oh Yeah!«                 | 2:51 |
| 4.    | »Meet Me on the Roof«      | 2:39 |
| 5.    | »I Was a Teenage Teenager« | 3:44 |
| 6.    | »Stab You in the Heart«    | 2:10 |
| 7.    | »Sugar Youth«              | 1:54 |
| 8.    | »Junkies on a High«        | 3:06 |
| 9.    | »Take the Money and Crawl« | 2:08 |
| 10.   | »Graffitia«                | 3:17 |
| 26:12 |                            |      |

## Zasluge
- Mike Dirnt – bas-gitara
- Tre Cool – bubnjevi, udaraljke
- Billie Joe Armstrong – vokali, gitara

Ostalo osoblje
- Butch Walker – inženjer zvuka
- Chris Dugan – inženjer zvuka